# Fanla
Fanla est un petit village situé au nord de l'île d'Ambrym, dans l'archipel de Vanuatu en Mélanésie, dans la province de Malampa. Le nom originel de ce lieu était autrefois "Saanembur Lonbato".
Il s'agit là d'un village dit coutumier, c'est-à-dire représentant les valeurs traditionnelles de la région où de nombreuses personnalités y ont vu le jour. Cette petite agglomération d'environ 250 personnes descend de Wanmelbu, personnage à caractère légendaire ayant posé les fondements des grades coutumiers encore en vigueur dans la partie nord de l'île. Son fils aîné, Tingtingru, fit un rêve où il eut la vision des tams-tams (atingting), pièces maîtresses de l'art tribal coutumier de Nord-Ambrym.
Suivant les principes coutumiers d'Ambrym, les habitants du village de Fanla sont tous et sans exception les descendants de Wanmelbu. Le village a par ailleurs vu naître les plus grands chefs garant de ces valeurs traditionnelles, tels que Magekon Malmere, qui rencontra le capitaine James Cook (ce dernier baptisa l'île du nom du cadeau de bienvenue présenté par Malmere en personne, soit un ignam, en prononçant ces mots: "'am rêm", voici ton igname, d'où Ambrem ou Ambrym, l'ancien nom de l'île étant Tumurin); Bule Tainmal, chef le plus gradé de l'histoire; et Tofor-kon, dernier à avoir atteint les hauts rangs en 1972 (décédé en 1999).
Les membres de la famille Wanmelbu offrent l'occasion aux touristes, une fois par année, d'assister à une représentation d'événements coutumiers dans le village. Plusieurs éditions de ce Festival d'Art Traditionnel ont déjà eu lieu depuis 2005 sur deux des trois Nassara que compte Fanla. Il ne s'agit pas d'actes ayant réelle valeur, mais plutôt d'une exposition ou vitrine montrant par des faits le mode de fonctionnement de la tradition de Nord-Ambrym, créée anciennement au cœur même du village.

## Histoire et origine de Fanla
À l'origine, le village de Fanla n'existait pas et n'appartenait pas à la famille Wanmelbu. Une autre famille possédant ces terres était installée plus haut sur les collines dans une zone du nom de Fanberarme. Des vestiges d'anciens Nassara (place centrale des villages coutumiers, où l'exercice du pouvoir se manifestait) sont toujours visibles et présents en ces lieux. La population de cette famille connut des temps difficiles et vit le nombre de ses membres chuter fortement. La tradition raconte que leur chef du nom de Tiuum décida de descendre plus en aval où les terres étaient plus riches et plus vastes. Tiuum et son fils, Meltiur prirent la route emmenant leurs familles et s'arrêtèrent à l'emplacement actuel du village de Fanla où ils fondèrent le premier Nassara.

À la mort de Tiuum, Meltiur donna naissance à un fils, Molbu. Celui-ci bien que marié n'eut aucun enfant, et vit sa famille décimée (sans doute à cause de violentes guerres tribales).
Ce fut à cette époque qu'un jeune enfant, à peine adolescent quitta ses terres de Ranbeteon à l'Ouest de l'île pour partir en mer pêcher. Les conditions changeant rapidement, il se trouva en difficulté et échoua à Linbul, parcelle de Fanla adjacente à la mer. Perdu, il se réfugia auprès du vieux Molbu qui finit par l'adopter et l'entretenir. Par ce principe d'adoption et d'échange coutumier de Wanmelbu à Molbu, Wanmelbu obtint les pleins pouvoir sur Fanla à la mort du vieux chef. Il se maria à l'épouse de ce dernier et fit assoir sa descendance sur ces terres.
Son fils Tingtingru fut l'initiateur des méthodes chamaniques et coutumières encore usitées de nos jours. Il instaura un système complexe de grades en lien avec les relations entre différentes familles. Ces grades n'ont de valeur que dans des procédés d'échanges économiques (proches du troc) visant à rétablir une certaine paix politique dans la région. Beaucoup d'aspects métaphysiques gravitent autour de ce dit système, mais il permit de réduire fortement les actes de cruauté entre communautés.
Un quidam désirant monter en grade doit suivre une série d'initiations, puis "payer" la passation pour s'élever en rémunérant les membres de sa famille issus des femmes nées dans son village. Ainsi il obtient la reconnaissance générale de tribus potentiellement rivales et contrebalance dettes et contre-dettes avec ces familles. Il est chef, mais pas uniquement grâce à lui-même, mais aussi grâce à une participation extracommunautaire.

## Généalogie des Chefs de Fanla
Wanmelbu
Tingtingru
Golbahan
Tanmonong Bariu Meto Bussumel
Tanmonong Libu
Magetafanla Roromal
Magekon Malmere
Bule Tainmal (?-1972)
Tofor Rengrengmal (1921-1999)
Bonglibu César (1962)
Ben Wiu Meltofor (1984)